# Герб Алмади
Ге́рб Алма́ди — офіційний символ міста Алмада, Португалія. Використовується як територіальний герб. У синьому щиті золотий замок із трьома баштами, з червоними вікнами і брамою. На центральній башті висить червоний Яківський хрест, на бокових — сині португальські щити з 11 безантами. Замок стоїть на чорній скелі, яка має срібні й зелені контури. Її перетинають три хвилясті смуги — дві срібні й одна синя. Щит увінчує срібна мурована міська корона з п'ятьма вежами.  Під щитом біла стрічка, на якій великими літерами напис португальською: «cidade de Almada» (місто Алмада).  Офіційно затверджений 30 грудня 1985 року. Створений на основі попереднього містечкового герба, ухваленого 25 травня 1936 року. 

## Галерея

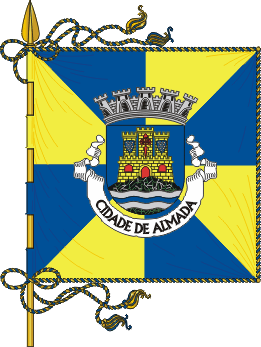
Прапор